# Sidi Ameur (M'Sila)
Sidi Ameur (în arabă سيدي عامر) este o comună din provincia M'Sila, Algeria.
Populația comunei este de 21.623 de locuitori (2008).